# Mieczysław Górski (lekkoatleta)
Mieczysław Górski (ur. 24 kwietnia 1944 w Niemczech) – polski lekkoatleta chodziarz.

## Kariera sportowa
W 1976 roku zajął 3. miejsce na mistrzostwach Polski seniorów w chodzie na 20 km na zawodach rozegranych w Bydgoszczy.
Reprezentował Polskę na arenie międzynarodowej – wystąpił w zawodach pucharu świata w chodzie sportowym w 1973 na dystansie 20 km, gdzie zajął 22. miejsce, reprezentacja Polski była wówczas 7. Cztery lata później w pucharze świata 1977 zajął miejsce 23. miejsce indywidualnie na 20 km i 5. drużynowo. Występował też w międzypaństwowych meczach lekkoatletycznych (1973–1978): w siedmiu w chodzie sportowym i jednym w reprezentacji ogólnej m.in. w 1974 ze Szwecją, w 1976 ze Szwecją i Finlandią, w 1977 ze Szwecją, Finlandią i Wielką Brytanią oraz w 1980 ze Szwecją, Norwegią i Finlandią.
Wygrał Memoriał Janusza Kusocińskiego w chodzie na 20 km w 1977 roku
W czasie swojej kariery należał do klubu lekkoatletycznego Startu Łódź (1967–1980).

## Osiągnięcia

### Seniorzy – międzynarodowe
| Rok  | Impreza                 | Miejsce       | Konkurencja    | Pozycja     | Wynik     |
| ---- | ----------------------- | ------------- | -------------- | ----------- | --------- |
| 1973 | Puchar świata w chodzie | Lugano        | chód na 20 km  | 22. miejsce | 1:36:04,0 |
| 1973 | Puchar świata w chodzie | Lugano        | chód drużynowy | 7. miejsce  | 52 pkt.   |
| 1977 | Puchar świata w chodzie | Milton Keynes | chód na 20 km  | 23. miejsce | 1:31:33,0 |
| 1977 | Puchar świata w chodzie | Milton Keynes | chód drużynowy | 5. miejsce  | 112 pkt.  |

### Seniorzy – krajowe
| Rok  | Impreza                     | Miejsce   | Konkurencja   | Pozycja    | Wynik     |
| ---- | --------------------------- | --------- | ------------- | ---------- | --------- |
| 1976 | Mistrzostwa Polski seniorów | Bydgoszcz | chód na 20 km | 3. miejsce | 1:33:57,4 |